# Khairpur
Khairpur fou un estat tributari protegit al Sind, abans de la presidència de Bombai, amb una superfície de 15.669 km². El terreny era una plana al·luvial en part tocant a l'Indus amb algunes zones de desert. L'estat estava format per una ciutat i 153 pobles, sent la població de 126.962 habitants el 1872, de 125.919 el 1881, de 128.611 el 1891, de 199.313 el 1901 i de 227.183 el 1931. La capital era Khairpur.

## Administració
Administrativament estava dividit en dos subdivisions governades per naibs wazirs i cinc talukes governades per mukhtiarkars:
- Subdivisió de Khairpur
  - Khairpur
  - Gambat
- Subdivisió de Mir Wah
  - Mir Wah
  - Faiz Ganj
  - Naro

## Govern
Estava governat per la dinastia talpur d'origen balutxi que havia agafat el poder a Sind el 1783 a la caiguda dels kalhores.

## Història
Mir Fateh Ali Khan Talpur va aconseguir el poder al Sind el 1783 i el seu nebot Mir Sohrab Khan va establir la branca que va regnar a Khairpur (dos altres branques Talpur governaven altres parts) amb la ciutat d'aquest nom i rodalia, que després va eixamplar per conquestes i intrigues cap a Sabzalkot i Kashmor al nord, cap al desert de Jaisalmer a l'est, i cap als límits del Kutch Gandava a l'oest. El 1811 Mir Sohrab va abdicar en favor del seu fill Mir Rustam. El 1813 durant els conflictes interns a Kabul que van establir la dinastia Barakzai, el mir de Khairpur es va lliurar del tribut que havia de pagar als afganesos. Sembla que Mir Sohrab es va penedir d'haver abdicat; un altre fill, Ali Murad, va disputar també la successió a Rustam (1829-1839), cosa que va provocar una crisi i fou un dels factors que va causar la intervenció britànica. El 1832 els britànics van reconèixer l'estat com a separat dels altres dominis dels talpurs a Sind per un tractat en què l'ús de l'Indus i de les vies fou garantit als britànics. El 1838 els britànics van imposar el control dels afers exteriors per un altre tractat. El 1842 durant la primera expedició britànica a Kabul, els mirs del Sind foren requerits a deixar pas lliure als britànics pels seus territoris i permetre l'ocupació de Shikarpur; alguns sobirans van tractar d'oposar-se a aquestes peticions però Ali Murad, que acabava de pujar al poder, s'hi va manifestar a favor i després de les batalles de Miani i Daba que van donar als britànics el domini del Sind, Khairpur fou l'únic estat que va subsistir. La salutació de l'estat va passar de 19 a 17 canonades (i després a 15) perquè la superfície de l'estat va quedar reduïda a 15669 km². El 1866 el mir va rebre un sanad que reconeixia qualsevol successió feta conforme a la llei musulmana. Mir Ali Murad va morir el 1894 i el va succeir el seu fill Mir Faiz Muhammad Khan, que va obtenir salutació personal de 17 canonades (la salutació ordinaria era de 15).
El 1903 va suprimir la seva moneda i va establir la moneda de l'Índia Britànica com a única legal. L'estat va accedir al Pakistan el 1947 però el tractat d'accessió fou violat el juny de 1955 i fou annexionat a la província del Sind.

## Llista de mirs
- Mir SOHRAB KHAN 1786-1811 (+ després de 1813)
- Mir RUSTAM ALI KHAN 1811-1842 (fill)
- Mir MUBARAK ALI KHAN 1829-1839 (germà rebel)
- Mir NASER KHAN 1839-? (rebel)
- Mir Sir ALI MURAD KHAN I 1842-1894 (fill de Rustam)
- Mir Sir FAIZ MUHAMMED KHAN I 1894-1909 (fill)
- Mir Sir IMAM BUKSH KHAN 1909-1921
- Mir ALI NAWAZ KHAN 1921-1935
- Mir FAIZ MUHAMMED KHAN II 1935-1947
- Mir ALI MURAD KHAN II 1947-1955

## Segells i moneda
Va tenir moneda pròpia des de 1783 a 1903.
Va emetre segells de diverses classes entre 1930 i 1940.

## Exèrcit
L'exèrcit estava format el 1901 per 377 homes dels quals 163 muntats. la policia el 1903 estava formada per 220 homes.

## Bandera

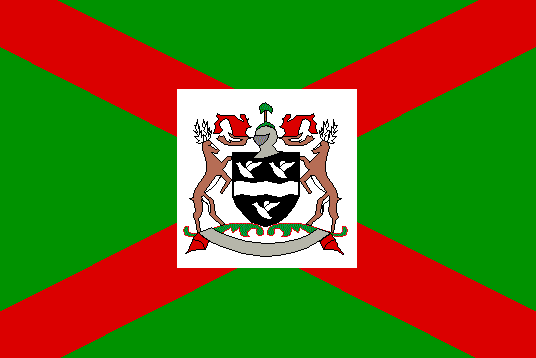
Bandera (manca l'escut dins el blanc)

La primera bandera fou vernella amb tres barres horitzontals blanques que estava en ús la segona meitat del segle XIX i potser era la bandera dels talpurs en general. Després va adoptar bandera verda amb aspa vermella i al centre un quadre blanc amb l'escut.